# Karlstad Live
Karlstad Live - płyta zespołu SBB wydana w 2001 roku przez Koch International Poland (a zremasterowana w 2005 roku i wydana pod tytułem: Karlstad Live '75 przez Metal Mind Productions).
Składają się na nią utwory zarejestrowane w czasie koncertu z 13 maja 1975, podczas trasy zespołu po Skandynawii.
Wersję zremasterowaną uzupełniają dodatkowo dwa nagrania z późniejszego o dwa dni koncertu w Kolbäck: Na pierwszy ogień (Suita Północy) oraz Figo-Fago (Sztorm majowy).

## Lista utworów
1. Pretty Face - (Skrzek, Antymos, Piotrowski) [10:16]
2. Born To Die - (Skrzek, Antymos, Piotrowski) [09:44]
3. Clouds - (Skrzek, Antymos, Piotrowski) [04:38]
4. Stormy Bay - (Skrzek, Antymos, Piotrowski) [04:21]
5. Wonderful Sky-Ride - (Skrzek) [05:32]
6. Return To The South - (Skrzek, Antymos, Piotrowski) [09:43]
7. Na pierwszy ogień (Suita Północy) - (Skrzek) [15:24] - nagranie dodatkowe z wydania MMP z 2005 r.
8. Figo-Fago (Sztorm majowy) - (Skrzek) [10:23] - nagranie dodatkowe z wydania MMP z 2005 r.

## Twórcy
- Józef Skrzek – wokal, gitara basowa, harmonijka ustna, instrumenty klawiszowe
- Apostolis Anthimos – gitara
- Jerzy Piotrowski – perkusja